# Robin Hood (1973)
Robin Hood (prt: Robin dos Bosques; bra: Robin Hood) é um filme estadunidense de 1973, dos gêneros animação, aventura, romance e musical, dirigido por Wolfgang Reitherman para a Walt Disney Productions, com roteiro baseado na lenda de Robin Hood.
Com personagens representados como animais antropomórficos, Robin Hood é o 21.º[carece de fontes?] filme de animação dos estúdios Disney e foi lançado nos cinemas dos Estados Unidos em 8 de novembro de 1973.[carece de fontes?] É também o segundo longa feito após a morte de Walt Disney[carece de fontes?], embora alguns elementos houvessem sido extraídos de uma produção abandonada chamada Reynard the Fox (baseado em uma outra lenda do folclore europeu), na qual Disney estava envolvido.
Na versão brasileira, o ator Cláudio Cavalcanti emprestou sua voz a Robin Hood.

## Sinopse
O tirânico príncipe João ajudado pelo conselheiro astuto e bajulador Senhor Chio e pelo cruel xerife de Nottingham, assume o trono da Inglaterra quando o bravo rei Ricardo Coração de Leão parte para as Cruzadas. Explorando o povo com pesados impostos e penas de morte, ele força o exímio arqueiro Robin Hood e seu forte amigo João Pequeno a se tornarem foras-da-lei, se escondendo na Floresta de Sherwood enquanto roubam dos ricos para darem aos pobres. O Príncipe João arma diversas armadilhas para Robin Hood, envolvendo o aliado Frei Tuck e a amada Lady Marian, obrigando o herói a usar de toda sua valentia e esperteza para se livrar e continuar a ajudar aos pobres até a volta do rei Ricardo.

## Música
1. "Whistle-Stop" escrita e cantada por Roger Miller.
2. "Oo De Lally" escrita e cantada por Roger Miller como The Rooster/Galo Trovador.
3. "Love" escrita por Floyd Huddleston e George Bruns e cantada por Nancy Adams.
4. "The Phony King of England" escrita por  Johnny Mercer e cantada por Phil Harris.
5. "The Phony King of England Reprise" cantada por  Terry-Thomas.
6. "Not In Nottingham" escrita e cantada por Roger Miller.
7. "Love Goes On/Oo-De-Lally Reprise" cantada por Coro.

## Prêmios e indicações
| Prêmio     | Categoria              | Recipiente | Resultado |
| ---------- | ---------------------- | ---------- | --------- |
| Oscar 1974 | Melhor canção original | "Love"     | Indicado  |